# Jaryna Dubowśka
Jaryna Dubowśka (ur. 4 października 1993) – ukraińska i azerska zapaśniczka walcząca w stylu wolnym.
Zajęła piętnaste miejsce na mistrzostwach świata w 2012, a także czternaste na mistrzostwach Europy w 2013. Siódma na uniwersjadzie w 2013. Dwunasta w Pucharze Świata w 2012. Trzecia na ME juniorów w 2012 roku.